# The Mollusk
Albums de Ween
12 Golden Country Greats
(1996) White Pepper
(2000)
Singles
1. Mutilated Lips
Sortie : 24 juin 1997
2. Ocean Man
Sortie : 1997

The Mollusk est le sixième album studio du groupe de rock américain Ween, publié chez Elektra Records le 24 juin 1997. Principalement écrit et enregistré dans une maison du bord de mer de Jersey Shore, dans le New Jersey, l'album concept développe un thème marin et sombre. The Mollusk présente des influences de rock progressif, psychédélique et expérimental, empruntant également aux chant de marins, au surf rock ou encore à la synthpop. Dean Ween (en) considère l'album comme « le seul disque sur lequel [il se sentait] vraiment confiant » et son album préféré de la discographie du groupe.  Gene Ween fait écho à ce sentiment en déclarant que « The Mollusk est probablement [son album] préféré ».
Le titre Ocean Man a gagné en popularité après avoir été inclut au générique de fin du film d'animation Bob l'éponge, le film (2004) puis est devenu un mème sur Internet.

## Genèse

### Contexte
Suivant la sortie de leur album Chocolate and Cheese (en) (1994), Aaron Freeman et Mickey Melchiondo, connus respectivement sous leurs noms de scène Gene et Dean Ween, commencent à améliorer considérablement leur approche de l'enregistrement en studio. Alors que leurs albums précédents ont été presque entièrement enregistrés à l'aide d'un enregistreur 4 pistes aux domiciles du duo, Chocolate and Cheese est le premier album du groupe enregistré dans studio d'enregistrement professionnel. Ween entame également la transition d'un duo à un groupe plus traditionnel avec l'arrivée du batteur Claude Coleman (en), permettant à Freeman et Melchiondo d'expérimenter un plus large éventail de styles musicaux qu'ils ne pouvaient avec la boîte à rythmes présente sur les précédents albums. 
Bien que 12 Golden Country Greats (en) (1996) ait été leur premier album à introduire Ween en tant que groupe complet, les chansons furent enregistrées avec divers musiciens de session de Nashville, de sorte que l'album est considéré par le groupe comme un album dérivé, à la manière du Christmas Album (1964) des Beach Boys. The Mollusk est le premier album auquel le claviériste Glenn McClelland (en) participa. L'arrivée du bassiste Dave Dreiwitz (en), peu de temps avant la sortie de l'album, voit le groupe évoluer vers son incarnation actuelle composée de cinq membres.

### Enregistrement

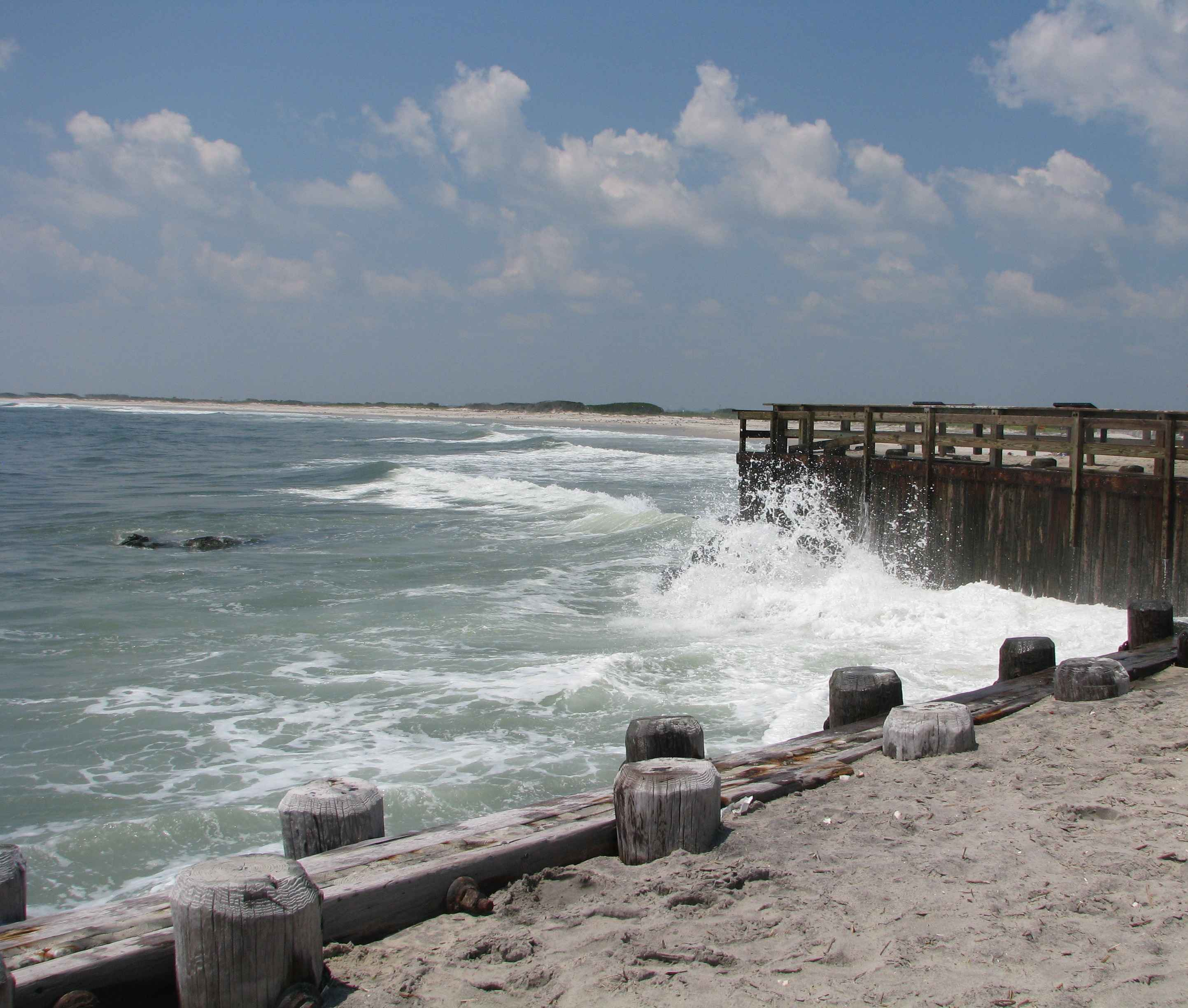
Ween puise l'inspiration maritime de The Mollusk de la région côtière de Jersey Shore, dans le New Jersey.

Après avoir enregistré Chocolate and Cheese (en) (1994) dans un studio professionnel, Gene et Dean Ween décident de revenir à un processus d'enregistrement artisanal. Les deux amis disent avoir toujours eu le rêve de composer un album dans la région côtière du Jersey Shore, dans le New Jersey, et profiter de la basse saison pour se sentir seuls au monde. En 1995, ils louent et investissent, avec leur matériel d'enregistrement, une maison de plage de Long Beach Township, dans le New Jersey. Puisque le duo arrive sur place sans avoir écrit la moindre chanson, l'environnement marin a une grande influence sur le processus de composition. Les musiciens passent leur temps à pêcher, marcher le long de la plage, boire de l'alcool et enregistrer de la musique,. 
Cold Blows the Wind est le premier titre composé, interprété d'après une chanson traditionnelle trouvée dans un recueil de chansons sur le folklore anglais du XVIIe siècle. Pour Dean Ween, ce titre « encapsule cette première nuit orageuse à la plage » et l'ambiance dégagée par cette chanson inspire les artistes à suivre la même voie créative. L'album est « presque entièrement » écrit durant les deux premières semaines passées au bord de la mer, le duo enregistrant « jour et nuit ». 
En décembre 1996 ou janvier 1997, Dean Ween retourne à la maison de plage « après une ou deux semaines » et découvre avec horreur que, sous l'effet du froid intense, une conduite d'eau a éclaté dans la maison alors inoccupée. Le sol de la maison est inondé et leur équipement est détruit. Néanmoins, les enregistrements de leurs premières sessions échappent aux dégradations. 
À ce stade, le duo met en pause l'écriture de The Mollusk puis enregistre peu après 12 Golden Country Greats (en) (1996). Suivant la sortie de cet album et sa tournée de promotion, Ween conclue l'enregistrement de The Mollusk dans divers studios. L'album est terminé en 1996 puis sort le 24 juin 1997. 

## Caractéristiques artistiques

### Direction artistique
Le graphiste Storm Thorgerson, connu pour avoir conçu les pochettes d'albums iconiques du groupe de rock progressif Pink Floyd, dont The Dark Side of the Moon (1973), imagina la direction artistique de The Mollusk. Thorgerson apprécia tellement l'album que, bien qu'il n'ait été embauché que pour dessiner la pochette, il se chargea également de la promotion et des affiches, y compris toutes les publicités imprimées, sans frais supplémentaires.

## The Mollusk Sessions
The Mollusk Sessions est une compilation publiée par le groupe en 2007 en téléchargement libre.  Il contient des démos de pistes de The Mollusk ainsi que des chansons enregistrées qui n'ont pas été retenues pour figurer sur l'album.

## Fiche technique

### Liste des titres
| The Mollusk | The Mollusk                                            | The Mollusk | The Mollusk | The Mollusk | The Mollusk | The Mollusk | The Mollusk | The Mollusk | The Mollusk |
| No          | Titre                                                  | Durée       |             |             |             |             |             |             |             |
| ----------- | ------------------------------------------------------ | ----------- | ----------- | ----------- | ----------- | ----------- | ----------- | ----------- | ----------- |
| 1.          | I'm Dancing in the Show Tonight                        | 1:56        |             |             |             |             |             |             |             |
| 2.          | The Mollusk                                            | 2:37        |             |             |             |             |             |             |             |
| 3.          | Polka Dot Tail                                         | 3:20        |             |             |             |             |             |             |             |
| 4.          | I'll Be Your Jonny on the Spot                         | 2:01        |             |             |             |             |             |             |             |
| 5.          | Mutilated Lips                                         | 3:49        |             |             |             |             |             |             |             |
| 6.          | The Blarney Stone                                      | 3:14        |             |             |             |             |             |             |             |
| 7.          | It's Gonna Be (Alright)                                | 3:19        |             |             |             |             |             |             |             |
| 8.          | The Golden Eel                                         | 4:04        |             |             |             |             |             |             |             |
| 9.          | Cold Blows the Wind                                    | 4:28        |             |             |             |             |             |             |             |
| 10.         | Pink Eye (On My Leg) (instrumental)                    | 3:13        |             |             |             |             |             |             |             |
| 11.         | Waving My Dick in the Wind                             | 2:12        |             |             |             |             |             |             |             |
| 12.         | Buckingham Green                                       | 3:19        |             |             |             |             |             |             |             |
| 13.         | Ocean Man                                              | 2:07        |             |             |             |             |             |             |             |
| 14.         | She Wanted to Leave (incluant la piste cachée Reprise) | 4:26        |             |             |             |             |             |             |             |
| 43:54       |                                                        |             |             |             |             |             |             |             |             |

| Format vinyle | Format vinyle                                          | Format vinyle | Format vinyle | Format vinyle | Format vinyle | Format vinyle | Format vinyle | Format vinyle | Format vinyle |
| No            | Titre                                                  | Durée         |               |               |               |               |               |               |               |
| ------------- | ------------------------------------------------------ | ------------- | ------------- | ------------- | ------------- | ------------- | ------------- | ------------- | ------------- |
| A1.           | I'm Dancing in the Show Tonight                        | 1:56          |               |               |               |               |               |               |               |
| A2.           | The Mollusk                                            | 2:37          |               |               |               |               |               |               |               |
| A3.           | Polka Dot Tail                                         | 3:20          |               |               |               |               |               |               |               |
| A4.           | I'll Be Your Jonny on the Spot                         | 2:01          |               |               |               |               |               |               |               |
| A5.           | Mutilated Lips                                         | 3:49          |               |               |               |               |               |               |               |
| A6.           | The Blarney Stone                                      | 3:14          |               |               |               |               |               |               |               |
| A7.           | It's Gonna Be (Alright)                                | 3:19          |               |               |               |               |               |               |               |
| A8.           | The Golden Eel                                         | 4:04          |               |               |               |               |               |               |               |
| B1.           | Cold Blows the Wind                                    | 4:28          |               |               |               |               |               |               |               |
| B2.           | Pink Eye (On My Leg) (instrumental)                    | 3:13          |               |               |               |               |               |               |               |
| B3.           | Waving My Dick in the Wind                             | 2:12          |               |               |               |               |               |               |               |
| B4.           | Buckingham Green                                       | 3:19          |               |               |               |               |               |               |               |
| B5.           | Ocean Man                                              | 2:07          |               |               |               |               |               |               |               |
| B6.           | She Wanted to Leave (incluant la piste cachée Reprise) | 4:26          |               |               |               |               |               |               |               |
| 43:54         |                                                        |               |               |               |               |               |               |               |               |

| The Mollusk Sessions | The Mollusk Sessions       | The Mollusk Sessions | The Mollusk Sessions | The Mollusk Sessions | The Mollusk Sessions | The Mollusk Sessions | The Mollusk Sessions | The Mollusk Sessions | The Mollusk Sessions |
| No                   | Titre                      | Durée                |                      |                      |                      |                      |                      |                      |                      |
| -------------------- | -------------------------- | -------------------- | -------------------- | -------------------- | -------------------- | -------------------- | -------------------- | -------------------- | -------------------- |
| 1.                   | Mutilated Lips             | 4:03                 |                      |                      |                      |                      |                      |                      |                      |
| 2.                   | Cold Blows the Wind        | 4:21                 |                      |                      |                      |                      |                      |                      |                      |
| 3.                   | The Mollusk                | 2:50                 |                      |                      |                      |                      |                      |                      |                      |
| 4.                   | Waving My Dick in the Wind | 2:22                 |                      |                      |                      |                      |                      |                      |                      |
| 5.                   | Kim Smoltz                 | 4:45                 |                      |                      |                      |                      |                      |                      |                      |
| 6.                   | Ocean Man                  | 2:21                 |                      |                      |                      |                      |                      |                      |                      |
| 7.                   | Koko                       | 3:39                 |                      |                      |                      |                      |                      |                      |                      |
| 8.                   | Did You See Me             | 5:29                 |                      |                      |                      |                      |                      |                      |                      |
| 9.                   | Flutes of the Chi          | 3:13                 |                      |                      |                      |                      |                      |                      |                      |
| 10.                  | She Wanted to Leave        | 2:28                 |                      |                      |                      |                      |                      |                      |                      |
| 11.                  | Vinnie The Eel             | 5:06                 |                      |                      |                      |                      |                      |                      |                      |
| 40:37                |                            |                      |                      |                      |                      |                      |                      |                      |                      |

### Musiciens
- Gene Ween – chant, programmation
- Dean Ween – chant, guitare électrique, guitare acoustique, programmation
- Claude Coleman Jr. – batterie, percussions, programmation
- Glenn McClelland – synthétiseur, programmation

#### Musiciens additionnels
- Andrew Weiss – guitare basse, programmation
- Kirk Miller – effets sonores

### Production
The Mollusk est produit et édité par la maison de disque Elektra Records. L'album est publié par Mushroom Records au Royaume-Uni.

#### Équipe de production
- Andrew Weiss – production, mixage
- Juan Garcia – assistant enregistrement
- Dan Brewer – assistant enregistrement
- Jim Woolsey – assistant enregistrement
- Erik Eger – assistant enregistrement
- Jeff Rusnak – assistant enregistrement
- Mick Preston – assistant enregistrement
- Steve Nebesney – assistant enregistrement
- Jake Harmon – assistant enregistrement
- Christopher Huetz – assistant enregistrement
- Ralph Smith – assistant enregistrement
- Bill McNamara – assistant enregistrement

#### Direction artistique
- Storm Thorgerson – direction artistique, graphisme
- Sam Brooks – graphisme
- Finlay Cowan – graphisme
- Peter Curzon – graphisme
- Rupert Truman – photographie
- Tom Nichols – photographie
- Jason Reddy – retouche d'images

## Parution et réception

### Accueil
Consequence place l'album à la 41e place sur sa liste des cinquante meilleurs albums de 1997.
Le bassiste Les Claypool a qualifié The Mollusk de « joyau d'humour pince-sans-rire, qui est à l'art rock ce que Le Grand Saut est aux films de Frank Capra » et le considère comme l'« un des meilleurs albums de ces vingt dernières années ». Kurt Vile, membre fondateur de The War on Drugs, a nommé Mutilated Lips sa « chanson préférée de tous les temps », et se souvient que l'album « lui coupa le souffle » durant son adolescence.

#### Postérité
The Mollusk a eu une influence directe sur la série télévisée d'animation Bob l'éponge (1999). Stephen Hillenburg, créateur du programme et amateur de rock alternatif, est inspiré par la nature subversive, presque absurde, du monde sous-marin dépeint par l'album – Hillenburg interprète les différentes voix que Gene et Dean Ween empruntent tout au long de The Mollusk à une multitude de personnages hauts en couleur. Le biologiste de formation contacte alors le groupe avec l'envie de « créer un dessin animé inspiré de The Mollusk » puis leur commande une chanson, Loop de Loop (2001). Ocean Man est utilisé pour le générique de fin du film d'animation Bob l'éponge, le film (2004). La popularité atteinte par le film se propage également à la chanson qui, par son ton joyeux et innocent, est progressivement utilisée sur Internet comme mème. En 2016, Ocean Man fait l'objet d'une tendance virale sur la plateforme de courtes vidéos Vine. Le titre gagne en notoriété au point de devenir la chanson la plus écoutée de Ween sur les plateformes de streaming Spotify et Apple Music.